# Valerie Plame
Valeria Elisa Plame Wilson, meglio conosciuta come Valerie Plame (Anchorage, 13 agosto 1963), è un'ex agente segreto statunitense, protagonista dello scandalo CIA-gate.

## Biografia
Nata in una base militare in Alaska da Samuel e Diane McClintock, Valerie crebbe in un ambiente marziale. Suo padre era infatti un tenente colonnello della United States Air Force che per alcuni anni aveva lavorato con la National Security Agency. Il nonno paterno di Valerie era un rabbino emigrato dall'Ucraina e il cognome originario della famiglia era Plamevotski.
Dopo gli studi alla Pennsylvania State University, la Plame ottenne due master: uno dalla London School of Economics and Political Science e uno dal Collegio d'Europa. Oltre all'inglese, Valerie Plame parla francese, tedesco e greco.
Nel 1985 la Plame sposò Todd Sesler, ma il matrimonio finì poco dopo. Nel 1997, quando già lavorava per la CIA, incontrò ad una festa l'ex ambasciatore Joseph C. Wilson. I due si sposarono il 3 aprile 1998. Valerie aggiunse il cognome del marito al proprio, ma solo nelle occasioni pubbliche. Sotto copertura, infatti, continuò a farsi chiamare Valerie Plame.
Nel 2000 la Plame ebbe due gemelli da Wilson: Trevor Rolph e Samantha Finnell Diana. Prima della fuga di notizie sul lavoro di Valerie, la famiglia Wilson viveva in un elegante quartiere di Washington. Nel gennaio 2006 si trasferirono a Santa Fe, nel Nuovo Messico.

## Carriera alla CIA
La Plame cominciò a lavorare per la CIA nel 1985 circa, occupandosi di condurre indagini segrete sulla proliferazione delle armi di distruzione di massa. Nel corso delle sue ricerche, la Plame ha operato sotto copertura ad Atene e Bruxelles, assumendo l'identità fasulla di analista della Brewster Jennings & Associates, in seguito riconosciuta dalla CIA come attività di facciata.
Ha proseguito il suo lavoro all'estero, interrompendosi solo durante la gravidanza. In seguito alla nascita dei gemelli, la Plame si occupò soprattutto di verificare che l'Iran non acquisisse armi nucleari.
Il 14 luglio 2003 un articolo del Washington Post in cui veniva resa nota la sua copertura, pose fine alla carriera di Valerie Plame. Wilson reagì accusando alcuni membri dell'amministrazione Bush di aver fatto trapelare di proposito le informazioni riguardanti sua moglie per vendicarsi di un suo editoriale scomodo pubblicato sul New York Times e da qui partì un'indagine federale che portò all'arresto del capo dello staff del vicepresidente degli Stati Uniti d'America, Scooter Libby.

## Nella cultura di massa
Dopo la fine della sua attività di spia, la Plame ha pubblicato un libro: Fair Game: My Life as a Spy, My Betrayal by the White House, dal quale nel 2010 è stato tratto il film Fair Game - Caccia alla spia, in cui la Plame è interpretata da Naomi Watts.